# Dmitri Ossipowitsch Rowner
Dmitri Ossipowitsch Rowner (russisch Дмитрий Осипович Ровнер; * 8. Januar 1908 in Winnyzja; † 19. April 1986 in Leningrad) war ein sowjetischer Schachspieler und von Beruf Bauingenieur.

## Leben
Seine schachlichen Wurzeln lagen in Winnyzja, wo er schon während der Schulzeit die Stadtmeisterschaft gewann. Dann siedelte er nach Leningrad über und nahm ein Studium am Institut der Ingenieure für kommunales Bauwesen auf. Im Jahr 1935 nahm er an zwei Simultanspielen mit Flohr und Capablanca teil, die gegen jeweils 30 und 10 sowjetische Spieler der ersten Kategorie antraten. Rowner besiegte Flohr nach 34 und den Kubaner nach 28 Zügen. Im selben Jahr teilte er sich den 4.–6. Platz bei einem Turnier in Leningrad, das von Andor Lilienthal gewonnen wurde. 1936 teilte er sich den 9.–12. Platz bei der IV. VCSPS-Meisterschaft und erhielt für seine Partie gegen Alexander Konstantinopolski einen Sonderpreis für die beste Partie des Turniers. Bei der nächsten VCSPS-Meisterschaft 1938 teilte er sich den 4.–7. Platz hinter dem außer Konkurrenz spielenden Lilienthal. Seit diesem Jahr trug er den Titel Meister des Sports der UdSSR.
Sein Name stand häufig in der Startliste der Leningrader Meisterschaften, wobei sein bestes Resultat ein geteilter erster Platz mit Alexander Tolusch und Witali Tschechower im Jahr 1937 war. Der Meister wurde damals nicht ermittelt. Nach fast zwanzig Jahren teilte Rowner sich 1956 den zweiten Platz mit Lew Aronson. 1947 entschied er für sich die Einzelmeisterschaft der Sportvereinigung Nauka, mit deren Auswahl er bei den VCSPS-Mannschaftsmeisterschaften 1949 und 1951 Erster wurde. Rowner kämpfte mehrmals um einen Platz im Finale der sowjetischen Meisterschaft, kam jedoch nie über die Vorrunde hinaus. 1946 teilte er sich im Halbfinale in Moskau den 7.–8. Platz mit Nikolai Nowotelnow, 1952 in Leningrad den 5.–7. Platz mit Nikolai Kopylow und Juri Koz. Igor Bondarewski beschrieb Rowner als typischen Strategen, der die Technik des positionellen Kampfes perfekt beherrschte. In einem Match Leningrad gegen Prag remisierte er 1946 zwei Partien mit Ivan Rohaček. 1957 verlor er mit 0,5:1,5 gegen József Szily im Match Leningrad gegen Ungarn. Mit seiner historischen Elo-Zahl von 2527 lag er 1938 auf Platz 85 der Weltrangliste. Neben dem Schachspielen war er an der Arbeit der Leningrader Schachorganisation beteiligt und wurde als Schiedsrichter eingesetzt.
Sein Sohn Jakow Rowner (1929–1970) war ebenfalls ein Schachspieler und Meister des Sports der UdSSR seit 1969.

## Partiebeispiel
|   | a | b | c | d | e | f | g | h |   |
| 8 |   |   |   |   |   |   |   |   | 8 |
| 7 |   |   |   |   |   |   |   |   | 7 |
| 6 |   |   |   |   |   |   |   |   | 6 |
| 5 |   |   |   |   |   |   |   |   | 5 |
| 4 |   |   |   |   |   |   |   |   | 4 |
| 3 |   |   |   |   |   |   |   |   | 3 |
| 2 |   |   |   |   |   |   |   |   | 2 |
| 1 |   |   |   |   |   |   |   |   | 1 |
|   | a | b | c | d | e | f | g | h |   |

In der folgenden Partie, gespielt im Match zwischen Nauka und Zenit in der VCSPS-Mannschaftsmeisterschaft (Leningrad 1949), gelang Rowner ein rascher Sieg gegen Alexander Kotow. Diese Niederlage am ersten Brett sei so entmutigend gewesen, dass auch Kotows Teamkollegen ihre Partien eine nach der anderen verloren. 1. d4 d5 2. c4 e6 3. Sc3 c6 4. e4 dxe4 5. Sxe4 Lb4+ 6. Ld2 Dxd4 7. Lxb4 Dxe4+ 8. Le2 Sa6 9. Lc3 Se7 10. Lxg7 Dxg2? (10. … Tg8 wäre besser gewesen) 11. Lf6!! Der entscheidende Zug Lf6 wurde erstmals 1949 vom Meisteranwärter Eisenstadt vorgeschlagen. Als „umwerfende Neuheit“ bezeichnete Kotow den Läuferzug, von dem er offenbar nichts wusste. 11. … Sc5 12. Dd6 0–0 13. Lf3 Dg6 14. Lxe7 Sd3+ 15. Ke2 Sxb2 16. Tc1 Te8 17. Sh3 e5 18. Thg1 Lxh3 19. Txg6+ hxg6 20. Le4 Le6 21. Tg1 1-0.